# رستم‌صولتان
رستم‌صولتان: مجموعهٔ بیست طنز کوتاه کتابی‌ است حاوی بیست قطعه طنز سیاسی نوشتهٔ ایرج پزشک‌زاد که اولین بار در ۱۳۸۴ در آمریکا منتشر شد. بنا به مقدمهٔ کتاب موضوع خطاب نویسنده دو گروه یکی مقامات جمهوری اسلامی ایران و دیگری بازماندگان حکومت پهلوی‌اند که پس از انقلاب اسلامی ایران به جرگهٔ دموکراسی‌خواهان و آزادی‌خواهان پیوسته‌اند.

## فهرست
- داشت عباس‌قلی‌خان [به مناسبت شایعۀ رفع سانسور کتاب در سال ۱۳۵۷]؛
- بروتوس، توهم؟! [به مناسبت شایعۀ استفاده از بطری نوشابه در زندان‌ها برای گرفتن اقرار]؛
- در جزیرهٔ کیش به حجرهٔ خویش [به مناسبت نوستالژی دوران شکوفایی]؛
- دستمال حریر [به مناسبت تکامل تئوری تحول]؛
- مبارز نستوه [به مناسبت جانبازی مبارزان راه آزادی]؛
- بزرگراه سرنوشت [به مناسبت ورود نیروهای تازه‌نفس به میدان مبارزه]؛
- غم بی‌نوایان [به مناسبت همبستگی‌های ملی]؛
- عامل نفوذی [به مناسبت انتشار قانون اصلاحی دادگاه‌های انقلاب]؛
- آمد از پرده به مجلس عرقش پاک کنید [به مناسبت انتخابات دوره‌ی پنجم مجلس شورای اسلامی]؛
- توپچی [به مناسبت افزایش دعاوی حقوقی ایرانیان مقیم ایالات متحده‌ی آمریکا]؛
- یک جلسهٔ به‌کلی سری [به مناسبت صدور حکم جلب بین‌المللی حجت‌الاسلام فلاحیان از سوی مقامات قضایی آلمان]؛
- تئوری‌های دایی‌جان فانوسقه [به مناسبت نوروز پیروز]؛
- قصاص میکونوس [به مناسبت تهدید آیت‌الله محمد یزدی مبنی بر به‌محاکمه‌کشیدن مقامات آلمانی...]؛
- نامهٔ سرگشاده به یک هنرمند [به مناسبت انتشار خاطرات پرزیدنت بنی‌صدر]؛
- عوارض دیررس انقلاب [به مناسبت تأخیر در نجات میهن]؛
- آژادان‌تر از آژادن [به مناسبت ماجراهای عشقی رئیس‌جمهور آمریکا].